# Gérard Grandval
Pour les articles homonymes, voir Grandval.
Gérard Grandval né le 7 octobre 1930 à Paris et mort le 2 décembre 2021, est un architecte français.
Lauréat du prix de Rome et chevalier des Arts et des Lettres, il est notamment l'architecte des Choux de Créteil (1974). Il est également designer.

## Biographie

### Formation
Gérard Grandval étudie au lycée Janson-de-Sailly de Paris, puis à l'École nationale supérieure des beaux-arts dans les ateliers d'Emmanuel Pontremoli et d'André Leconte. Il y remporte de nombreux prix, dont deux prix Rougevin en 1957 et 1958, et le prix Edmond-Labarre en 1958.

### Carrière
Architecte depuis 1959, il commence sa carrière en tant que stagiaire à l'Institut d'urbanisme de Philadelphie (États-Unis) en 1960. Il est également devenu chargé de mission à la direction de l'architecture au ministère des Affaires culturelles (1967-1972) et responsable de l'Atelier d'urbanisme de Niort (1966-1970). Il travaille longtemps en Algérie, où il est responsable des études d'urbanisme d'Alger-Est (1975-1980). Il est aussi membre de la Commission régionale des affaires immobilières et d'architecture de Paris et de la région parisienne (1985-1989).
Gérard Grandval est un membre titulaire (depuis 1994) et ancien vice-président (1999-2001) de l'Académie d'architecture,,. Il est également président du jury du prix du Livre d'architecture de l'Académie,,.

## Réalisations

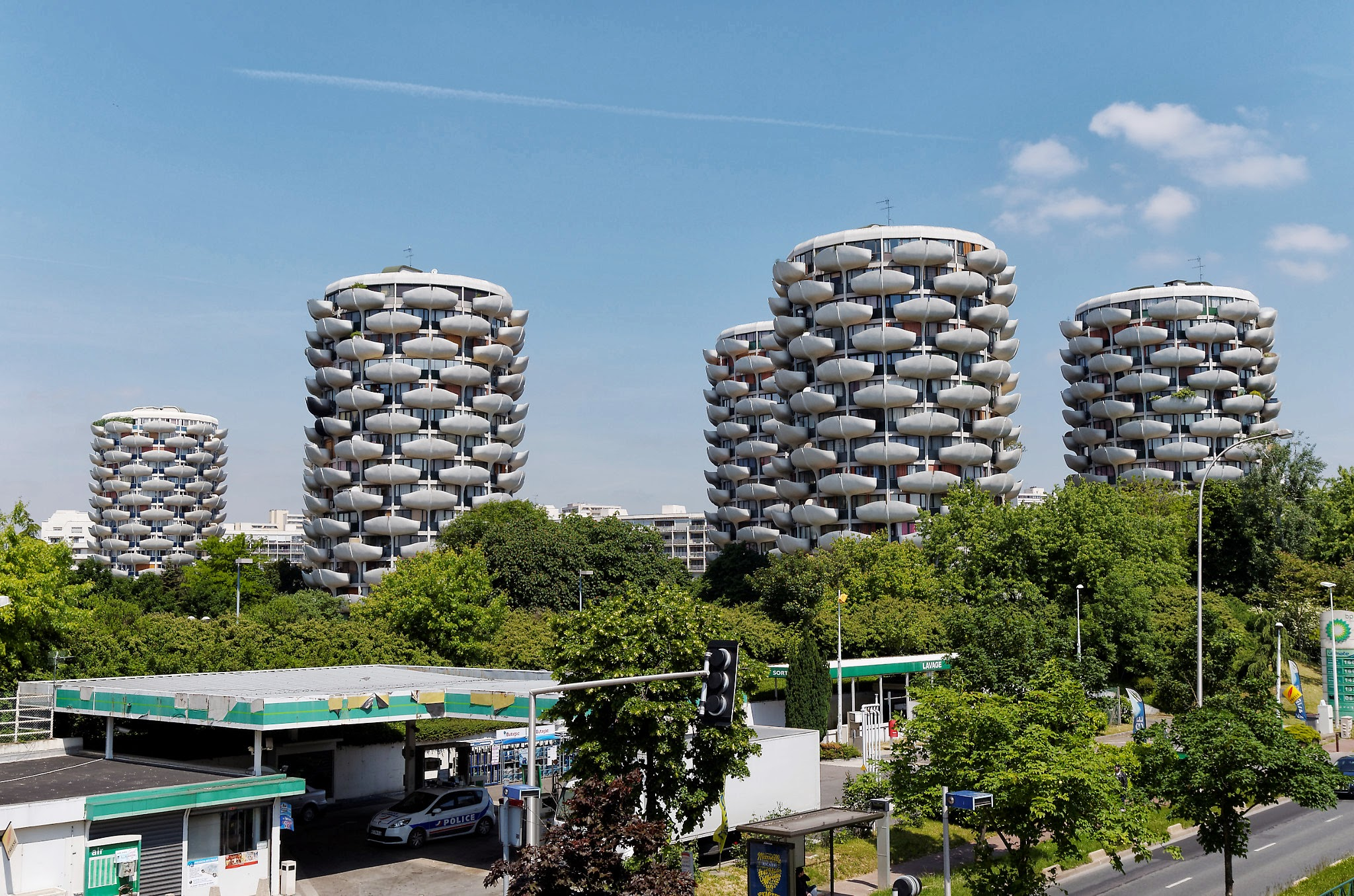
Les Choux de Créteil (1974).

### Édifices
Gérard Grandval construit de grands ensembles depuis le début des années 1960, parmi lesquels :
- Complexe sportif de Cannes ;
- Laboratoire d'électronique intertechnique à Plaisir (1962)[4] ;
- Établissement Carrier au Mans (1964) ;
- Club des jeunes de Franconville et école de ski Arete dans les Hautes-Pyrénées (1966)[11],[4],[12];
- Chalets « coquilles » à La Plagne (1968) [12];
- Siège administratif et show-room à Paris, chaîne de magasins en province et à l'étranger du groupe Cacharel (1970-1980)[13],[4];
- Écoles à Créteil (1972)[4] ;
- Ensembles d'habitations des Choux dans le quartier du Palais à Créteil (1974) [14],[15];
- Les Tilleuls à Niort (1978) et les Tonnelles (maisons solaires) à Frontenay-Rohan-Rohan (1980)[4];
- Groupe scolaire et logements collectifs dans le quartier de la Ferme du Buisson à Noisiel [7],[16];
- Habitations lacustres à Saint-Cyprien (1974) ;
- Maisons individuelles à Bondoufle (1974) ;
- Collèges d'enseignement secondaire Brun Pain à Tourcoing et Trignac (1976) ;
- Plan d'urbanisme de la station Peyresourde ;
- Schéma directeur de l'aéroport d'Alger et centre informatique à Caveirac (1978) ;
- Programme 1 000 jardins d'enfants pour la Sonacotra à Alger (1980) ;
- Siège de la société Bob Ore international à Montréal et de la Société de transports aéronautiques à Alger (1982) ;
- Restructuration de logements anciens sur la place de Chanzy à Niort (1984) ;
- Centre d'exposition de la mode au Louvre à Paris (1993)[17],[18],[19];
- Hôtel de la Neva et centre culturel et commercial à Saint-Pétersbourg (1995) ;
- Ensemble de logement Gobert - Lenoir à Paris (2002)[4] ;
- Programme « Neo » (New Ecological Offices) à Nice (2018).

### Design
Gérard Grandval a dessiné de nombreux meubles et objets de design. Il a notamment créé des meubles en mousse dont la forme et les couleurs reproduisent l'harmonie de l'arc-en-ciel (1972), exposés dans la galerie de la revue L'Œil à Paris et dans son hôtel particulier rue Alfred-de-Vigny,.
Il a dessiné une collection de meubles pour la Société Prisunic en 1972.

## Distinctions
Gérard Grandval remporte de nombreux prix lors de ses études aux beaux-arts dont le premier prix Redon en février 1954, le premier prix Rougevin au Concours Rougevin et Eustache le 29 janvier 1957, la première médaille et le prix Rougevin à titre honorifique au Concours Rougevin et Eustache le 4 février 1958, et le prix Edmond-Labarre à titre honorifique au Concours Paulin et Labarre le 13 janvier 1959.
Il  remporte le prix de Rome en 1961, sur le thème un monastère. Il est nommé chevalier des Arts et des Lettres.